# Tug Fork
A Tug Fork - vagy Tug Fork River - a Big Sandy River mellékfolyója, 256 kilométer (159 mi) hosszú; az Egyesült Államokban, Nyugat-Virginia és Virginia délnyugati, illetve Kentucky keleti részén található. A Big Sandy és az Ohio folyók révén a Mississippi vízgyűjtő területéhez tartozik. Az Egyesült Államok Földrajzi-név Bizottsága (United States Board on Geographic Names) 1975-ben rögzítette a "Tug Fork"-ot, mint a patak hivatalos nevét.

## Futása

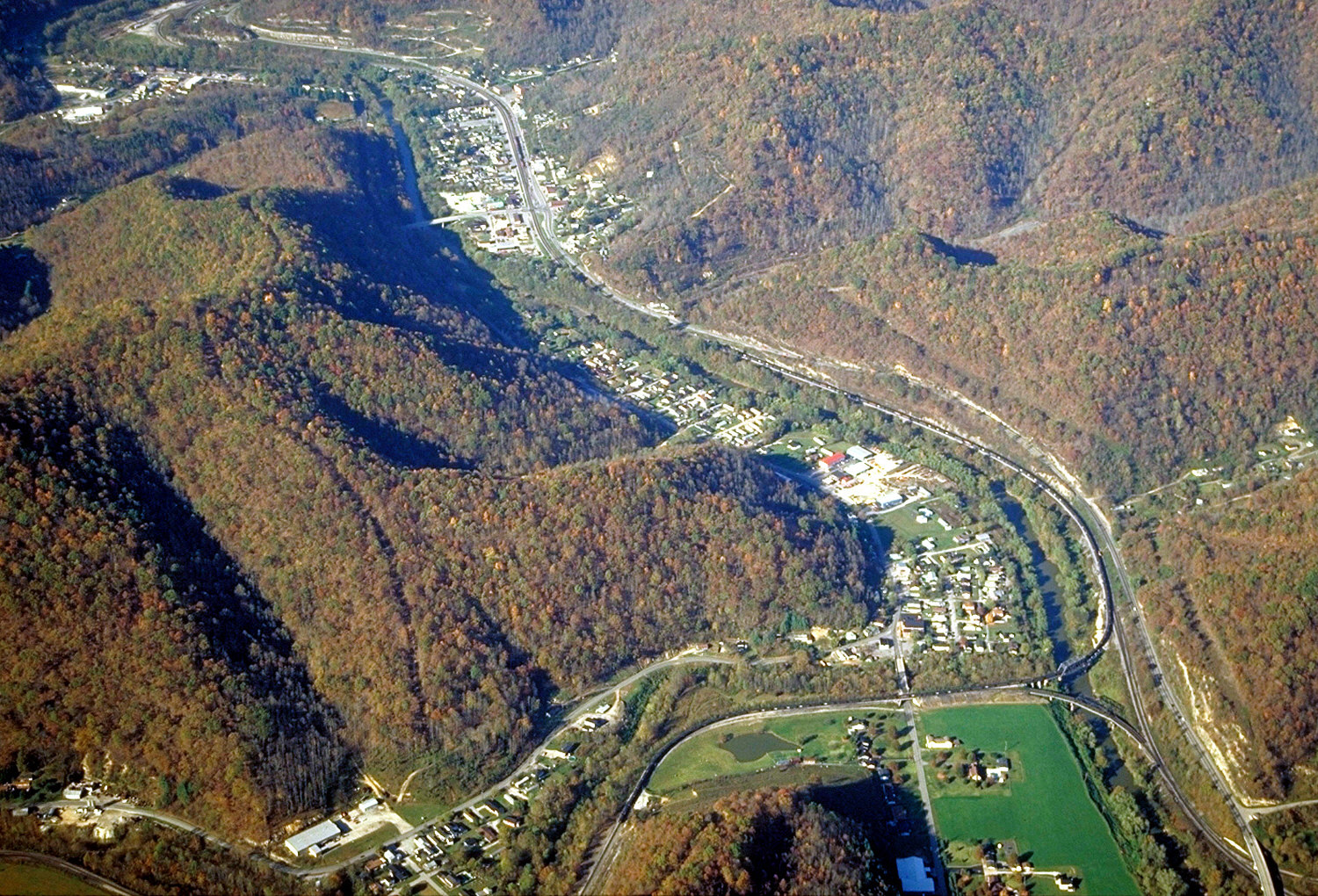
A Tug Fork menti Kermit városának légi felvétele.

A Tug Fork Nyugat-Virginia délnyugati részén, az Appalache-hegységben ered; forrása McDowell megye déli részén, a virginiai államhatár közelében található. Folyása a hegyekben kanyargós, de általában északnyugati irányban halad, míg el nem hagyja Welch városát. Körülbelül 32 kilométerre (20 mi) északnyugatra Welch-től egy rövid, mintegy 6 kilométer (4 mi) hosszú szakaszon Nyugat-Virginia (északkelet) és Virginia (délnyugat) államhatárát alkotja. A folyásának hátralévő részén Kentucky (nyugat) és Nyugat-Virginia (kelet) államok határán folyik. Folyásirányát megtartva elfolyik Williamson mellett, majd a Kentucky-i Louisa városánál belefolyik a Levisa Fork; és közösen alkotják a Big Sandy Rivert.

## Története
A folyó felső szakasza egy különösen távoleső hegyvidéki régión folyik keresztül. A Pike (Kentucky) és Mingo (Nyugat-Virginia) megyék közti folyóvölgy volt a hírhedt 19. század végi Hatfield–McCoy-viszály színhelye.
George R. Stewart helységnév-kutató írt a "Tug Fork" név lehetséges eredetéről. 1756-ban egy kisebb virginiai és cseroki sereg háborús rajtaütéseket folytatott a sóni indiánok ellen. Egyszer megöltek, és megettek két bivalyt; a bőrüket pedig egy fára akasztották. Később visszatértek, és mivel kifogytak a készleteik, a nyersbőrt vékony csíkokra, "tugokra" vágták, megsütötték majd megették. A történet szerint innen származik a patak neve. Stewart azonban rámutat egy másik lehetséges eredetre is. Még ha a történet igaz is, a második magyarázat segíthetett megőrizni a nevet. A cseroki nyelvben a "tugulu" kifejezés a patak elágazására utal; lásd a Tugaloo folyó, és más egykor cseroki területen lévő patakok elnevezése is "tug".
A folyó forrása a tengerszint felett 794 méteren (2604 ft); torkolata 166 méteren (545 ft) található. Vízhozamának átlaga Kermit mellett 41 m3/s (1457 ft3/s); maximuma 1002 m3/s (35 400 ft3/s), minimuma 0,4 m3/s (14 ft3/s).

## Fordítás
Ez a szócikk részben vagy egészben  a   Tug Fork című angol Wikipédia-szócikk ezen változatának fordításán alapul.  Az eredeti cikk szerkesztőit annak laptörténete sorolja fel. Ez a jelzés csupán a megfogalmazás eredetét és a szerzői jogokat jelzi, nem szolgál a cikkben szereplő információk forrásmegjelöléseként.

## Külső hivatkozások
- A Wikimédia Commons tartalmaz Tug Fork témájú kategóriát.